# Lama Bamba
Lama Bamba (3 aprile 1957) è un allenatore di calcio ivoriano.

## Carriera
Tra il 2001 e il 2002 è stato allenatore della Nazionale ivoriana, guidandola alla Coppa d'Africa.